# Давидківська загальноосвітня школа
Давидківська загальноосвітня школа I—II ступенів — навчальний заклад у селі Давидківці Колиндянської сільської громади Чортківського району Тернопільської области.

## Історія
За Австро-Угорщини діяла 2-класна школа з українською мовою навчання, за Польщі — 2-класна утраквістична (двомовна).
У 1920—1940 роках двокласна, згодом — чотирикласна.
У 1947 році розпочалося навчання в семирічній школі.
У 1970 році зведено нове приміщення школи.
До 2016 року підпорядковувалася Чортківській районній раді. У 2016 році перейшла у підпорядкування Колиндянської сільської громади.

## Сучасність
У 9 класах школи навчається 76 учнів, у школі викладають англійську та польську мови.

## Педагогічний колектив
Педагогічний колектив складається з 16 педагогів.
Керівництво
- Процьків Роман Михайлович,
- Машталяр Тарас Михайлович,
- Грубенюк Зіна Миколаївна,
- Ільницький Михайло Миколайович,
- Ковальчук Віктор Дмитрович,
- Скриник Віталій Ярославович,
- Мельничук Галина Євгенівна,
- Віват Олена Богданівна (від ?).